# Inside Star Trek Magazine
Inside Star Trek Magazine (in passato nota come Inside Star Trek, IST) è una rivista bimestrale italiana di fantascienza, organo del fan club ufficiale di Star Trek in Italia, lo Star Trek Italian Club (STIC). Edita dal 2001 dall'editore Ultimo Avamposto, è nata inizialmente come fanzine per essere poi distribuita anche nelle edicole per numerosi anni come rivista cartacea (senza l'inserto per i soci).
La rivista include recensioni e articoli sull'universo di Star Trek, opere di fan fiction, interviste ai protagonisti della serie e ad altri personaggi illustri legati a essa (per esempio Leonard Nimoy, Richard Anold e Brannon Braga) e spazia occasionalmente su altri temi dell'ambito fantastico e fantascientifico. Per quanto riguarda in particolare la fan fiction, vengono tra l'altro pubblicati su Inside Star Trek Magazine i racconti vincitori del Premio Star Trek.
Inside Star Trek Magazine è stata più volte candidato per il Premio Italia alla miglior rivista professionale di fantascienza (tra l'altro nel 2010 e nel 2006). Si aggiudica il premio nel 2011.